# Langues tupi
Les langues tupi (parfois langues tupies) constituent une famille de langues amérindiennes d'environ 70 langues parlées par différents peuples natifs du Brésil, les Tupis et les Guaranis, dans la forêt amazonienne, en Bolivie et au Paraguay.
La sous-famille la plus représentée des langues tupi est celle des langues tupi-guarani, qui regroupent les langues parlées par un peuple proche, les Guaraní. Cette sous-famille regroupe les langages les mieux connus parmi les langues tupi, tels que le guarani et l'ancien tupi.
Le tupi (ou tupi-guarani) a légué des milliers de mots au lexique du portugais et quelques dizaines au français, principalement des noms d’animaux et de plantes (ara, cajou, jaguar, maraca, pétunia, piranha, sagouin, tamandua, tapir, tatou, toucan, etc.).

## Classification des langues tupi
Les langues tupi sont selon Rodrigues, dans sa classification de 2007. Elles sont réparties en dix familles de langues.

### Langues tupi-guarani
- Branche I :
  - Guarani ancien
  - kaiwá ou kayová, pãi
  - ava-guarani ou chiripá, nhandeva
  - Mbyá
  - guarani du Paraguay
  - Xetá (en) ou shetá, hetá
  - Chiriguano ou áva
  - Izoceño ou izozó, chané
  - Tapieté
  - guayaki ou aché
- Branche II :
  - guarayo ou guarayú, guarani de Bolivie
  - pauserna
  - sirionó
  - Yuki
- Branche III :
  - Tupi
  - Lingua geral paulista
  - tupinambá
  - Nheengatu ou lingua geral amazônica
- Branche IV :
  - Asuriní du Tocantins
  - Parakanã (en)
  - Suruí ou mujetire
  - Avá-canoeiro (en)
  - Tapirapé (en)
  - Turiwara
- Branche V :
  - Araweté (en)
  - Cairari anambé
  - Asuriní du Xingú (en)
  - Amanajé (en) ou amanayé
  - Ararandewara
- Branche VI :
  - Apiaká (en)
  - Kayabi (en)
  - Kagwahiva (pt)
    - Parintintin
    - Amondawá
    - Karipuna
    - Uruewawáu
    - Tupi du Machado
    - Pawaté
    - Wirafera
    - dialecte juma (pt) (Jumas)
- Branche VII :
  - Kamayurá
- Branche VIII :
  - oyampi
  - Wayampipukú
  - émérillon
  - Zo'é ou zoé, jo'é, puturú
  - Ka'apór (en) ou urubú ka'apór
  - Guajá (en)
  - Awré-e-awrá
  - Anambé (en)
  - Takonhapé

### Langues mundurukú
- kuruáya
- Mundurukú

### Langues mawé
- Mawé

### Langues juruna
- Juruna (en)
- Matsinawá (en)
- Xipaya (en)

### Langues aweti
- Aweti

### Langues mondé
- Aruá
- Cinta-larga (en)
- Gavião (en) ou ikõrõ
- Paitér (en) ou suruí
- Salamãi (en)
- Zoró (en)

### Langues ramarama
- Karo ou arara, urukú
- Ntogapíd ou itogapúk
- Urumí (en)

### Langues arikém
- Arikém (en)
- Karitiana

### Langues puruborá
- Puruborá (en)

### Langues tupari
- Akuntsú (en)
- Ayuru ou wayoró, wayru, ajurú
- Kepkiriwát
- Makuráp
- Mekens ou mequém, mequens, sakirabiát
- Tupari